# Совиця (верхня притока Пруту)
Сови́ця — річка в Україні, у межах Кіцманського району Чернівецької області. Ліва притока Пруту (басейн Дунаю). 

## Опис
Довжина річки 39 км, площа басейну 230 км². Долина завширшки до 3 км. Заплава двобічна, її пересічна ширина — 200 м. Річище помірно звивисте, завширшки 5—8 м. Похил річки 3 м/км. Споруджено чимало ставків.

## Розташування
Річка бере початок на північний захід від села Борівців. Тече спершу на південний схід, потім на південь, у нижній течії — знову на південний схід. У середній течії пливе на північний схід, а в нижній — переважно на схід. Впадає до Пруту на південно-західній околиці села Новий Киселів . 
Притока: Вільховець (ліва). 
Річка протікає через смт Лужани. 
- На схід від Совиці паралельно до неї протікає інша річка з ідентичною назвою — Совиця, на якій розташований районний центр Кіцмань.